# Guangxicyon sinoamericanus
Guangxicyon sinoamericanus (лат.) — вид вымерших хищных млекопитающих из семейства амфиционид (Amphicyonidae). Населяли территорию современного Гуанси-Чжуанского автономного района (Китай) в верхнем эоцене (37,2—33,9 млн лет назад). Типовой и единственный вид в роде Guangxicyon.
Вид известен по единственному экземпляру (голотипу)  IVPP 11818, представляющему из себя часть скелета: нижнюю челюсть, кости левого плеча и правой голени.